# Minor Details
"Minor Details" (Pequenos Detalhes (título no Brasil)) é um filme de 2009, estrelado por Kelsey Edwards, Caitlin EJ Meyer, Danielle Chuchran, Lauren Faber, Jennette McCurdy, Emma Duke, Savannah Jayde Gipson, Brady Edwards, Andrew Cottrill, e Elias Thomas.

## Sinopse
Alguém está tentando fazer com que os alunos doentes do internato upscale, Academia de Danforth! Abby, Paige, Claire e Taylor, unem forças para resolver o mistério. Poderia ser Mia ou Riley - as meninas que tem tudo que o dinheiro pode comprar? Ou Emily sabe tudo filha do Principal? Talvez seja o maluco Sean Meneskie? Ou estranho Plume, professor da escola. Quem quer que seja, as quatro melhores amigas vão descobrir! Escrito por JSM.

## Ligações Externas
Minor Details. no IMDb. 